# James Farley (ator)
James Farley (8 de janeiro de 1882 — 12 de outubro de 1947), também conhecido como Jim Farley, foi um ator norte-americano, ativo nas eras silenciosa e sonora. Nascido em Waldron, Arkansas, em 1882, ele fez sua estreia no cinema no filme mudo de 1916, Sins of Her Parent.